# Frödinge Mejeri
Frödinge Mejeri Aktiebolag är ett mejeriföretag i Frödinge i Vimmerby kommun som är välkänt för sina tårtor och desserter, särskilt för sin ostkaka.
Frödinge Mejeriförening bildades i Småland 1929 av ett antal mjölkbönder. Mejeriet producerade vanliga mejerivaror och under krigsåren även messmör. Mejerichefen Gösta Carlsson, anställd 1954, introducerade ostkakan i sortimentet, vilket gjorde mejeriet till den första svenska leverantören av färdiglagad ostkaka. 1974 började företaget sälja pajer, vilket en tid även omfattade matpajer. 1976 började företaget sälja frysta gräddtårtor, vilka säljs i Sverige och andra delar av Europa. Reklamfilmen "Amerikabrevet", producerad av reklambyrån Forsman & Bodenfors, vann ett guldägg 1991.
År 2013 blev Frödinge Mejeri en del av Procordia (senare Orkla Foods Sverige) efter att norska Orkla-koncernen förvärvat Rieber & Søn, som då ägde Frödinge. Förvärvet innebar att Frödinge integrerades i Orklas svenska livsmedelsverksamhet, men produktionen fortsatte i Frödinge.
Företaget har omkring 120 anställda (mars 2018), varav de flesta arbetar inom produktion.